# ملابس داخلية نسائية
الملابس الداخلية النسائية (بالفرنسية: Lingerie)‏ هي الملابس الداخلية النسائية، التي غالباً ما تكون مصممة لأغراض الجمال والإثارة.
تصنع غالباً من الأقمشة الخفيفة والناعمة أو الشفافة أو اللثئية أو المزركشة مثل المخرم أو الحرير أو الساتان.